# Jamaican E.T.
A Jamaican E.T. egy 2002-ben kiadott reggae/dub album Lee „Scratch” Perry-től.

## Számok
1. 10 Commandments (4:31)
2. I'll Take You There (5:17)
3. Message From The Black Ark Studio (4:19)
4. Holyness, Righteousness, Light (4:22)
5. Babylon Fall (5:45)
6. Mr. Dino Koosh Rock (5:59)
7. Hip Hop Reggae (4:58)
8. Evil Brain Rejector (4:27)
9. Jah Rastafari, Jungle Safari (4:49)
10. Love Sunshine, Blue Sky (5:45)
11. Clear The Way (4:29)
12. Congratulations (4:22)
13. Shocks Of Mighty (4:27)
14. Jamaican E.T. (5:43)
15. Telepathic Jah A Rize (4:07)

## Zenészek
- Producer: Lee "Scratch" Perry & Roger Lomas
- Vokál: Lee "Scratch" Perry
- Gitár: Anthony Harty
- tenorszaxofon: Leigh Malin
- Billentyű: Justin Dodsworth
- Basszusgitár: Nick Walsh
- Dob: Al Fletcher
- Elektromos ütőhangszerek: Anthony Harty
- Háttérvokál: Sharron Naylor & Michelle Naylor

## Díjak
- Ez a lemez 2003 Grammy-díjat nyert a legjobb reggae album kategóriában.